# Mark Nowland

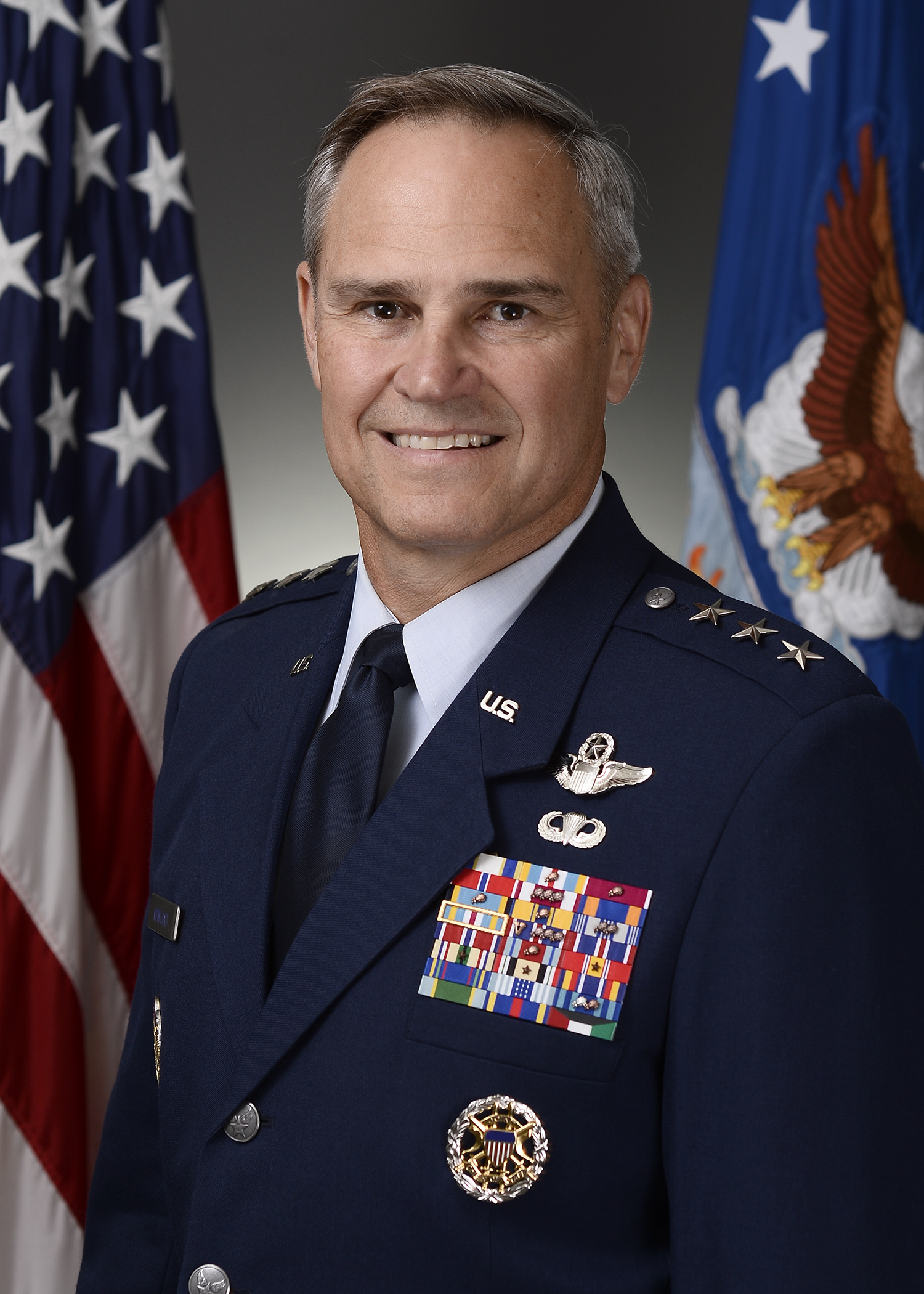
Mark C. Nowland (2018)

Mark C. Nowland (* 6. Februar 1958) ist ein pensionierter Generalleutnant der United States Air Force. Er war unter anderem Kommandeur der 12. Luftflotte.
Im Jahr 1985 absolvierte er die United States Air Force Academy in Colorado Springs. Nach seiner Graduation wurde er als Leutnant in das Offizierskorps der Air Force aufgenommen. In der Folge durchlief er alle Offiziersgrade vom Leutnant bis zum Drei-Sterne-General.
Im Lauf seiner militärischen Karriere absolvierte er verschiedene Kurse und Schulungen. Dazu gehörten unter anderem eine Ausbildung zum Kampfpiloten und weitere Fortbildungskurse als Pilot neuer Flugzeugtypen; die Squadron Officer School auf der Maxwell Air Force Base in Alabama; das Air Command and Staff College, das sich ebenfalls auf der Maxwell AFB befindet; die School of Advanced Air and Space Studies; die Embry-Riddle Aeronautical University; das Air War College (über einen Fernkurs); das Armed Forces Staff College in Norfolk in Virginia; der Joint Force Air Component Commander Course; das National and International Security Leadership Seminar; den Combined Force Maritime Component Commander Course; den Joint Flag Officer Warfighting Course; den National Defense University Pinnacle Course und der Leadership at the Peak Course. Außerdem erhielt er akademische Grade von der Harvard University und der University of North Carolina, Chapel Hill.
In seinen frühen Jahren als Offizier der Luftwaffe war er an verschiedenen Stützpunkten in den Vereinigten Staaten stationiert. Dabei war er als Pilot, Flugausbilder oder Stabsoffizier bei unterschiedlichen Einheiten tätig. Dazwischen absolvierte er die erwähnten Schulungen. Später flog er als Pilot Einsätze im Rahmen der Operation Southern Watch und des Irakkriegs. Zwischen Juli 1995 und Juli 1997 war er auf der Naval Air Station auf Island stationiert. Dort war er Kampfpilot der 85. Nachschubsschwadron (85th Operations Support Squadron).
Ab Juli 1999 bis zum Mai 2001 war Mark Nowland auf der Ramstein Air Base in Deutschland in unterschiedlichen Funktionen Stabsoffizier im Hauptquartier der United States Air Forces in Europe. Nach zwischenzeitlich anderen Verwendungen kommandierte er zwischen Mai 2003 und Mai 2004 als Oberstleutnant die 1. Operationsschwadron (1st Operations Support Squadron), die auf der Langley Air Force Base in Virginia stationiert war. Danach besuchte er einen Kurs am Institute for Strategic Studies der Harvard University.
Ab Juni 2005 bis Juni 2007 gehörte er in verschiedenen Funktionen dem Stab der Joint Chiefs of Staff in Washington, D.C. an. Daran schloss sich eine Versetzung zum Stützpunkt RAF Lakenheath in England an. Dort war Mark Nowland zwischen Juni 2007 und Juli 2008 stellvertretender Kommandeur des 48. Kampfgeschwaders (48th Fighter Wing). Danach erhielt er auf der Vance Air Force Base in Oklahoma das Kommando über das 71. Flugausbildungsgeschwader (71st Flying Training Wing). Diese Aufgabe nahm er zwischen Juli 2008 und Mai 2010 wahr.
Daran schloss sich eine Versetzung zur Randolph Air Force Base in Texas an. Bis zum Juni 2012 gehörte er dort dem Stab des Air Education and Training Commands an. Seine nächste Mission führte ihn nach Doral in Florida. Dort war Nowland bis Juni 2013 Stabsoffizier in der J5-Abteilung des United States Southern Commands, danach bis Dezember 2014 Stabschef dieses Kommandos. Am 19. Dezember 2014 übernahm er auf der Davis-Monthan Air Force Base in Arizona als Nachfolger von Tod D. Wolters das Kommando über die 12. Luftflotte. Dieses Amt bekleidete er bis zum 3. Oktober 2016, als er von Mark D. Kelly abgelöst wurde. Diese Luftflotte ist die Luftkomponente des United States Southern Commands und besteht unter anderem aus mehreren regulären Geschwadern und 14 Reserve- bzw. Nationalgardengeschwadern.
Nach dem Ende dieser Mission wurde Mark Nowland erneut zum Stab des Hauptquartiers der Luftwaffe versetzt. Dort erhielt er im Oktober 2016 die Leitung über dessen Stabsabteilung für Operationen (Deputy Chief of Staff, Operations, Headquarters, U.S. Air Force). Dieses Amt hatte er bis zu seiner Pensionierung im Jahr 2018 inne.
Während seiner aktiven Zeit als Militärpilot absolvierte er über 3600 Flugstunden auf verschiedenen Flugzeugtypen.

## Daten der Beförderungen
| Abzeichen | Rang               | Jahr              |
| --------- | ------------------ | ----------------- |
|           | Second Lieutenant  | 29. Mai 1985      |
|           | First Lieutenant   | 29. Mai 1987      |
|           | Captain            | 29. Mai 1989      |
|           | Major              | 1. Mai 1996       |
|           | Lieutenant Colonel | 1. Mai 2000       |
|           | Colonel            | 1. Juli 2005      |
|           | Brigadier General  | 6. August 2010    |
|           | Major General      | 31. Dezember 2013 |
|           | Lieutenant General | 19. Dezember 2014 |

## Orden und Auszeichnungen
Mark Nowland erhielt im Lauf seiner militärischen Laufbahn unter anderem folgende Auszeichnungen:
- Air Force Distinguished Service Medal
- Defense Superior Service Medal
- Legion of Merit
- Bronze Star Medal
- Meritorious Service Medal
- Air Medal
- Aerial Achievement Medal
- Air Force Commendation Medal
- Air Force Achievement Medal
- Joint Meritorious Unit Award
- Air Force Outstanding Unit Award
- Air Force Organizational Excellence Award
- Combat Readiness Medal
- National Defense Service Medal
- Southwest Asia Service Medal
- Iraq Campaign Medal
- Global War on Terrorism Service Medal
- Nuclear Deterrence Operations Service Medal
- Air Force Longevity Service Award
- Kuwait Liberation Medal (Kuwait)